# Samsung Galaxy On7
O Samsung GalaxyOn7 é um smartphone Android fabricado pela Samsung Electronics. Foi lançado no dia 10 de 2015. Tem um sistema operativo avançado de 64 bits suportado por 1,5 GB de RAM.
O GalaxyOn7 vem com uma câmara traseira de treze megapixéis que vem com flash LED, abertura f/2.1 e focagem automática. Também vem com uma câmara frontal de 5 megapixéis e grande angular de 85 graus que pode ser ampliada para 120 graus.

## Especificações

### Hardware
O telefone é alimentado por um processador Qualcomm Snapdragon 410 Quad-core 64-bit Cortex-A53 1.2 GHz, GPU Adreno 306 com 1.5GB de RAM, 8GB de armazenamento interno e uma ampla bateria de 3000 mAh. O Samsung Galaxy On7 está equipado com um ecrã tátil capacitivo TFT de 5,5 polegadas, um ecrã de 16 milhões de cores e também inclui uma câmara traseira de 13 MP e uma câmara frontal de 5 MP.

### Software
Este telemóvel foi lançado oficialmente com o Android 6.0.1.